# Attenkirchen
Attenkirchen är en kommun och ort i Landkreis Freising i Regierungsbezirk Oberbayern i förbundslandet Bayern i Tyskland.
Kommunen ingår i kommunalförbundet Zolling tillsammans med kommunerna Haag an der Amper, Wolfersdorf och Zolling.